# Karl Habsburg-Lotharingen
Karl Thomas Robert Maria Franziskus Georg Bahnam von Habsburg Lotharingen (Starnberg, 11 januari 1961) is een Oostenrijks politicus en het hoofd van het huis Habsburg-Lotharingen.

## Biografie
Habsburg is de zoon van Otto van Habsburg-Lotharingen en Regina van Saksen-Meiningen en voert de titel van aartshertog. Hij is een kleinzoon van de laatste Oostenrijkse keizer, Karel I. Hij is gehuwd met Francesca Thyssen-Bornemisza de Kászon, een dochter uit het derde huwelijk van de in Nederland geboren industrieel en kunstverzamelaar Hans Heinrich Thyssen-Bornemisza.
Het echtpaar heeft drie kinderen:
- Eleonore Jelena Maria del Pilar Iona (Salzburg, 28 februari 1994)
- Ferdinand Zvonimir Maria Balthus Keith Michal Otto Antal Bahnam Leonhard (Salzburg, 21 juni 1997)
- Gloria Maria Bogdana Paloma Regina Fiona Gabriela (Salzburg, 15 oktober 1999)

Om dit huwelijk mogelijk te maken, veranderde zijn vader de familieregels voor ebenbürtige huwelijken (die tot dan toe alleen ebenbürtigkeit toekenden aan gravinnen en hoger). Sinds 2003 leven ze gescheiden.

## Politiek
Habsburg was lid van de ÖVP en zat voor die partij van 1992-1999 in het Europees Parlement. Toen deze partij hem na een schandaal rond zijn verkiezingsfonds niet herkiesbaar stelde probeerde hij toch op zijn oude plek terug te komen met een eigen lijst, de Christlich Soziale Allianz, een partij met een conservatief-christelijke signatuur. Dat lukte niet; hij haalde in juni 1999 slechts 43.084 (1,5 %) van de stemmen.

## Orde
Habsburg is sinds 2000 grootmeester van de Oostenrijkse tak van de Orde van het Gulden Vlies.